# بخش آموزش و پرورشی روستایی ایالت واشینگتن
بخش آموزش و پرورشی روستایی ایالت واشینگتن (انگلیسی: Rural school districts in Washington) آموزش و پرورش همگانی در ایالت واشینگتن می‌باشد که مدیریت مناطق کوچک و دورافتاده ایالت واشینگتن را دارد.

## مدارس آدنا
شهر آدنا در شهرستان لوئیس، واشینگتن به نام منطقه آموزش و پرورش ش. ۲۲۶ در سال ۲۰۰۶ در این مدرسه ۵۹۶ عدد ثبت نامی داشته‌است. هم‌اکنون در این منطقه دو مدرسه وجود دارد.
- دبستان آدنا
- دبیرستان آدنا

منابع
- اطلاعات مدارس واشینگتن
- سایت رسمی

## مدارس آلمیرا
این منطثه آموزش و پرورش در شهر آلمیرا، شهرستان لینکلن، واشینگتن قرار دارد. این منطقه هم‌اکنون دو مدرسه دارد.
- دبیرستان آلمیرا
- دبستان آلمیرا